# Wem die Sonne lacht
Wem die Sonne lacht ist ein US-amerikanischer Spielfilm von John Ford mit dramatischen und komischen Elementen aus dem Jahre 1953. Die Handlung basiert auf den Geschichten von Irvin S. Cobb um die Figur des Richters Priest, die bereits Grundlage für den ebenfalls unter Fords Regie entstandenen Film Judge Priest (1934) waren.
Obwohl ein eher unbekanntes Werk in Fords Schaffen, wird Wem die Sonne lacht von vielen Filmkritikern als Meisterwerk angesehen. John Ford betrachtete den Film als persönliches Lieblingswerk.

## Handlung
Die Kleinstadt Fairfield County in Kentucky um 1900: Der freundliche alte Richter William „Billy“ Priest stellt sich zur Wiederwahl gegen seinen Konkurrenten Horace K. Maydew, und der Wahlausgang gilt keinesfalls als sicher. Vor Gericht kommt es zu einem Aufeinandertreffen der Kontrahenten, als dem jugendlichen Schwarzen Grant Woodford vorgeworfen wird, er verbringe mehr Zeit mit seinem Banjo als mit ehrlicher Arbeit. Während Maydew eine Bestrafung fordert, spielt Woodford – zur Freude von Priest und seinen alten Freunden im Saal, die der Konföderiertenarmee angehörten – auf seinem Banjo Dixie. Priest besorgt dem Jungen eine ordentliche Anstellung und lässt ihn laufen. Später wird Woodford unter eher zwielichtiger Beweislast beschuldigt, ein weißes Mädchen der vergewaltigt zu haben. Ein weißer Lynchmob – angeführt von Mr. Ramseur, dem Vater des Mädchens, und ihrem Verehrer Buck Ramsey – erscheint vor dem Gefängnis und nur Priests mutiger Einsatz sowie seine Flinte verhindern, dass der Mob den Jungen lyncht.
Ein anderer Handlungsstrang dreht sich um Lucy Lee Lake, eine hübsche junge Frau aus Fairfield. Sie wächst als Mündel bei Dr. Lake, einem mit Priest befreundeten Arzt, auf. Da ihre Herkunft als Geheimnis gilt, wird sie im Dorf oft kritisch beäugt. Ashby Corwin, ein eben von der Universität zurückgekehrter Sohn der Stadt, ist fasziniert von Lucy Lees Schönheit, würde allerdings seinen guten Ruf ruinieren, wenn er eine Beziehung mit ihr eingehen würde. Als sich Buck Ramsey mit seinen Freunden auf der Straße über Lucy Lee lustig macht, fordert Corwin diesen zu einem Peitschenkampf auf. Richter Priest muss die beiden Männer voneinander trennen und klärt Corwin daraufhin über Lucy Lees Familiengeschichte auf: Ihr Vater sei bei einem Kampf um Lucys Mutter gestorben, das Kind sei nicht in einer Ehe geboren worden. Deswegen lehne Lucy Lees Großvater, der hochbetagte Südstaaten-General Fairfield, es auch ab, irgendetwas mit Lucy Lee zu tun zu haben. Wenig später kehrt eine todkranke Frau mit der Fähre nach Fairfield zurück: Es ist Lucy Lees Mutter, die lange Jahre als Prostituierte gearbeitet hatte, und nun noch einen letzten Blick auf ihre Tochter wirft, ehe sie stirbt. Lucy Lee weiß nun endlich über ihre Herkunft Bescheid.
Der Wahltag in Fairfield steht an: Richter Priest und sein Freundeskreis, bestehend aus anderen alten Südstaaten-Kriegsveteranen, befürchten einen eher schlechten Ausgang der Wahl, da Priest sich mit seinem Einsatz gegen den Lynchmob nicht gerade beliebt gemacht hatte. Noch schlimmer scheint es für Priest zu werden, als Mallie Cramp – die Besitzerin des örtlichen Bordells – in Priests Haus gesehen wird. Mallie bittet den Richter, für eine ordentliche Bestattung von Lucy Lees Mutter zu sorgen und ihr so den letzten Wunsch zu erfüllen. Lucy Lee wird unterdessen von Ashby auf einen Kadettenball eingeladen, aber wegen ihrer Herkunft beleidigt und will nach Hause fahren. Da erscheint Rufe Ramseurs Tochter und identifiziert Buck Ramsey als ihren Vergewaltiger. Ramsey versucht mit der Kutsche zu flüchten, in der Lucy gerade Platz genommen hatte, aber ein alter Freund von Priest kann Ramsey erschießen. Lucy Lees Kutsche gerät außer Kontrolle und sie muss von Ashby gerettet werden.
Am Wahltag nimmt Priest an der Seite der anderen Prostituierten an der kleinen Beerdigung für Lucy Lees Mutter teil. Das sorgt zunächst für Entsetzen in der Kleinstadt und Maydew sieht sich schon auf der Siegerstraße. Doch nach und nach schließen sich mehr, auch angesehene, Bürger von Fairfield der Beerdigungsprozession an. In einer Schwarzen Kirche hält Priest eine Beerdigungsrede voller Mitgefühl und Toleranz. Plötzlich erscheint auch General Fairfield, der sich neben Lucy Lee setzt und sie so als seine Enkelin anerkennt. Dadurch ist Lucy Lees Ruf im Dorf nun wieder in Ordnung gestellt. Bei der Wahl sieht es zunächst nach dem Sieger Maydew aus, doch Mitglieder des Lynchmobs erscheinen und stimmen für Priest, wodurch nun Gleichstand herrscht. Sie danken ihm, dass er sie vor sich selbst gerettet habe. Priest muss erinnert werden, dass er selbst ja noch nicht abgestimmt habe, und so kann er höchstpersönlich die Wahl für sich mit einer Stimme Vorsprung entscheiden. Am Abend zieht eine lange Reihe von Dorfbewohnern am Haus von Priest vorbei und dankt ihm für seinen Einsatz. Müde, aber dennoch glücklich zieht sich der alte Richter in sein Haus zurück.

## Hintergrund
In dem 1934 erschienenen Film Judge Priest, das ebenfalls auf den beliebten Geschichten von Irvin S. Cobb basierte, hatte John Ford zunächst eine Szene eingeplant, in dem der von Stepin Fetchit gespielte Schwarze gelyncht werden sollte. Die Studiobosse lehnten diese Idee allerdings zum Ärger von Ford als zu riskant und düster ab. Dies war für Ford eine der Hauptmotivtationen, 19 Jahre später Wem die Sonne lacht zu drehen, in welcher die Szene mit dem versuchten Lynching vorhanden ist.
John Ford verzichtete bei der Besetzung komplett auf große Stars, die Hauptrolle vertraute er dem Charakterdarsteller Charles Winninger an, der ansonsten meist nur Nebenrollen übernahm. Es treten in Nebenrollen viele seiner langjährigen Stammschauspieler auf. Fords Bruder Francis Ford sowie Paul Hurst kamen hier zu ihren letzten Filmauftritten, beide starben wenig später.
Für das Szenenbild war Frank Hotaling verantwortlich, für die Kostüme war Adele Palmer zuständig. Patrick Wayne, der Sohn von Fords gutem Freund John Wayne, ist in einer kleinen Nebenrolle als Kadett zu sehen.

## Auszeichnungen
Bei den British Academy Film Awards 1954 war Wem die Sonne lacht als Bester Film nominiert.

## Kritiken
Der Spiegel schrieb zur deutschen Premiere im Juli 1953: „Des Vier-Oscar-Regisseurs John Ford behäbig-herzliche Demokratie-Vorlesung. Leicht tränenselig, aber typengesegnet und humorgesättigt.“ Filmkritiker wie Jonathan Rosenbaum und Dave Kehr betrachten Wem die Sonne lacht heute als Meisterwerk. Das Lexikon des Internationalen Films schreibt, Ford zeichne das „zart-ironische Sittengemälde einer amerikanischen Kleinstadt um die Jahrhundertwende“. Im Mittelpunkt stehe die Figur des originellen Bezirksrichters, die „humorige und menschliche Zeichnung dieses vorbildlich gerechten und gütigen Mannes macht den Film sehenswert“. John Baxter schrieb, der Film werde vom „Begriff der Vergebung und Befreiung dominiert“, in dem sich auch Fords katholische Prägung zeige: Vor Gericht werde ein junger Schwarzer freigesprochen, ein Mann bereue seine Sünden und eine todkranke Prostituierte kehre nach Hause zurück.